# Zámbiza
Zámbiza ist ein östlicher Vorort der ecuadorianischen Hauptstadt Quito und eine Parroquia rural („ländliches Kirchspiel“) im Kanton Quito der Provinz Pichincha. Die Parroquia Zámbiza gehört zur Verwaltungszone Eugenio Espejo. Die Parroquia besitzt eine Fläche von 7,41 km². Die Einwohnerzahl lag im Jahr 2010 bei 4017. 

## Lage
Die Parroquia Zámbiza liegt in den Anden im Ballungsraum von Quito. Der 2604 m hoch gelegene Hauptort befindet sich 11 km nordöstlich vom Stadtzentrum von Quito. 
Die Parroquia Zámbiza grenzt im äußersten Westen an das Municipio von Quito, im Norden an die Parroquias Llano Chico und Calderón, im Osten an die Parroquia Puembo, im Südosten an die Parroquia Tumbaco sowie im Süden an die Parroquia Nayón.

## Siedlungen und Orte
In der Parroquia Zámbiza befinden sich 12 Barrios.

## Geschichte
Am 11. Februar 1584 wurde die kirchliche Pfarrei Zámbiza gegründet. Im Jahr 1861 wurde die Parroquia rural Zámbiza gegründet.